# 淮阳郡 (东晋)
淮阳郡，中国古代的郡。
东晋义熙土断置淮阳郡，属徐州。治淮阳城（今江苏省淮安市西南、古泗水西岸），治所在角城县（北齐改文城县、北周改临清县）。辖境约当今江苏省淮安、泗阳等地。467年，刘宋淮阳郡失陷北魏。509年，萧梁收复淮阳郡，548年，失陷东魏。后来历经北齐、北周，隋文帝开皇初年淮阳郡废。